# World Games 2022/Flag Football
Bei den World Games 2022 in Birmingham, Alabama, fanden vom 10. bis 14. Juli 2022 zwei Wettbewerbe im Flag Football statt. Austragungsort war das Legion Field in Birmingham.

## Nationen
Als jeweils amtierende Weltmeister (und Gastgebernation) waren die US-amerikanische Männer- und Frauenmannschaft für die World Games 2022 vorqualifiziert. Die jeweils neun übrigen Teams wurden im Rahmen des IFAF-Qualifikationsverfahrens ausgewählt.
Männer
- Österreich
- Dänemark
- Frankreich
- Deutschland
- Italien
- Mexiko
- Panama
- Vereinigte Staaten

Frauen
- Österreich
- Brasilien
- Frankreich
- Japan
- Italien
- Mexiko
- Panama
- Vereinigte Staaten

## Bilanz

### Medaillenspiegel
| Platz  | Nation             | Gold | Silber | Bronze | Gesamt |
| ------ | ------------------ | ---- | ------ | ------ | ------ |
| 1      | Vereinigte Staaten | 1    | 1      | 0      | 2      |
| 2      | Mexiko             | 1    | 0      | 1      | 2      |
| 3      | Italien            | 0    | 1      | 0      | 1      |
| 4      | Panama             | 0    | 0      | 1      | 1      |
| Gesamt | Gesamt             | 2    | 2      | 2      | 6      |

### Medaillengewinner
| Wettbewerb | Gold | Silber | Bronze |
| ---------- | --- | --- | --- |
| Männer     | Vereinigte Staaten Aamir Brown Geoffrey Bryan James Calhoun Laval Davis Darrell Doucette Dezmin Lewis Bruce Mapp Jordan Oquendo David Price Johnny Rembert Ladderick Smith Frankie Solomon | Italien Gerardo Frazzetto Matteo Galante Jared Lee Gerbino Matteo Mozzanica Riccardo Petrilli Flavio Piccinni Gianluca Santagostino Lorenzo Scaperrotta Tamsir Seck Mark Andrew Simone Giuseppe della Vecchia Luke Zahradka | Mexiko Victor Balderramos Bruno Espinoza Carlos Espinoza Alejandro Esquer Cosme Hernandez Ivan Roberto Mendez Jorge Olivera Joshua Olivo Carlos Olvera David Ramirez Said Salazar Guillermo Villalobos               |
| Frauen     | Mexiko Silvia Contreras Andrea Delgadillo Diana Flores Rebecca Landa Arianna Lora Indra Montes Ingrid Ramirez Monica Rangel Pamela Reyes Xiomara Rios Ana Valeria Rojano Sheilla Silva     | Vereinigte Staaten Deliah Autry Nadia Bibbs Mary Kate Bula Sheneika Comice Crystal Daniels Mariah Gearhart Vanita Krouch Joann Overstreet Ayanna Pate Michelle Roque Ashley Whisonant Crystal Winter                        | Panama Valerie Castillero Andrea Castillo Orlanda Castro Leslie del Cid Angela Evans Maria de Lourdes Gallimore Arlen Hernandez Ana Paula de Leon Ayin Rodriguez Maria Rodriguez Tatiana dos Santos Thaymiluz Santos |

## Wettbewerb der Männer

### Gruppe A
| Platz | Nation      | Sp | S | N | P+ | P− | Diff |
| ----- | ----------- | -- | - | - | -- | -- | ---- |
| 1     | Italien     | 3  | 3 | 0 | 95 | 82 | +13  |
| 2     | Österreich  | 3  | 2 | 1 | 84 | 81 | 0+3  |
| 3     | Mexiko      | 3  | 1 | 2 | 78 | 72 | 0+6  |
| 4     | Deutschland | 3  | 0 | 3 | 68 | 90 | −22  |

### Gruppe B
| Platz | Nation             | Sp | S | N | P+  | P− | Diff |
| ----- | ------------------ | -- | - | - | --- | -- | ---- |
| 1     | Vereinigte Staaten | 3  | 3 | 0 | 105 | 34 | +71  |
| 2     | Dänemark           | 3  | 2 | 1 | 161 | 64 | 0−3  |
| 3     | Panama             | 3  | 1 | 2 | 167 | 82 | −15  |
| 4     | Frankreich         | 3  | 0 | 3 | 139 | 92 | −53  |

### K.-o.-Turnier
|  | Viertelfinale | Viertelfinale      | Viertelfinale |  |  | Halbfinale | Halbfinale         | Halbfinale |  |  | Finale           | Finale             | Finale           |
|  |               |                    |               |  |  |            |                    |            |  |  |                  |                    |                  |
|  | B1            | Vereinigte Staaten | -             |  |  |            |                    |            |  |  |                  |                    |                  |
|  | A4            | Deutschland a      | -             |  |  |            |                    |            |  |  |                  |                    |                  |
|  |               |                    |               |  |  | B1         | Vereinigte Staaten | 54         |  |  |                  |                    |                  |
|  |               |                    |               |  |  | A2         | Österreich         | 19         |  |  |                  |                    |                  |
|  | A2            | Österreich         | 18            |  |  |            |                    |            |  |  |                  |                    |                  |
|  | B3            | Panama             | 7             |  |  |            |                    |            |  |  |                  |                    |                  |
|  |               |                    |               |  |  |            |                    |            |  |  | B1               | Vereinigte Staaten | 46               |
|  |               |                    |               |  |  |            |                    |            |  |  | A1               | Italien            | 36               |
|  | B2            | Dänemark           | 18            |  |  |            |                    |            |  |  |                  |                    |                  |
|  | A3            | Mexiko             | 34            |  |  |            |                    |            |  |  |                  |                    |                  |
|  |               |                    |               |  |  | A3         | Mexiko             | 29         |  |  |                  |                    |                  |
|  |               |                    |               |  |  | A1         | Italien            | 41         |  |  | Spiel um Platz 3 | Spiel um Platz 3   | Spiel um Platz 3 |
|  | A1            | Italien            | 41            |  |  |            |                    |            |  |  | A2               | Österreich         | 35               |
|  | B4            | Frankreich         | 38            |  |  |            |                    |            |  |  | A3               | Mexiko             | 39               |

## Wettbewerb der Frauen

### Gruppe A
| Platz | Nation             | Sp | S | N | P+ | P−  | Diff |
| ----- | ------------------ | -- | - | - | -- | --- | ---- |
| 1     | Vereinigte Staaten | 3  | 3 | 0 | 97 | 59  | +38  |
| 2     | Panama             | 3  | 2 | 1 | 93 | 56  | +37  |
| 3     | Österreich         | 3  | 1 | 2 | 80 | 78  | 0+2  |
| 4     | Frankreich         | 3  | 0 | 3 | 44 | 121 | −77  |

### Gruppe B
| Platz | Nation    | Sp | S | N | P+  | P− | Diff |
| ----- | --------- | -- | - | - | --- | -- | ---- |
| 1     | Mexiko    | 3  | 3 | 0 | 125 | 19 | +106 |
| 2     | Japan     | 3  | 2 | 1 | 57  | 68 | 1−11 |
| 3     | Italien   | 3  | 1 | 2 | 39  | 87 | 1−48 |
| 4     | Brasilien | 3  | 0 | 3 | 45  | 92 | 1−47 |

### K.-o.-Turnier
|  | Viertelfinale | Viertelfinale      | Viertelfinale |  |  | Halbfinale | Halbfinale         | Halbfinale |  |  | Finale           | Finale             | Finale           |
|  |               |                    |               |  |  |            |                    |            |  |  |                  |                    |                  |
|  | B1            | Mexiko             | 41            |  |  |            |                    |            |  |  |                  |                    |                  |
|  | A4            | Frankreich         | 6             |  |  |            |                    |            |  |  |                  |                    |                  |
|  |               |                    |               |  |  | B1         | Mexiko             | 36         |  |  |                  |                    |                  |
|  |               |                    |               |  |  | A2         | Panama             | 7          |  |  |                  |                    |                  |
|  | A2            | Panama             | 33            |  |  |            |                    |            |  |  |                  |                    |                  |
|  | B3            | Italien            | 13            |  |  |            |                    |            |  |  |                  |                    |                  |
|  |               |                    |               |  |  |            |                    |            |  |  | B1               | Mexiko             | 39               |
|  |               |                    |               |  |  |            |                    |            |  |  | A1               | Vereinigte Staaten | 6                |
|  | B2            | Japan              | 32            |  |  |            |                    |            |  |  |                  |                    |                  |
|  | A3            | Österreich         | 39            |  |  |            |                    |            |  |  |                  |                    |                  |
|  |               |                    |               |  |  | A3         | Österreich         | 32         |  |  |                  |                    |                  |
|  |               |                    |               |  |  | A1         | Vereinigte Staaten | 41         |  |  | Spiel um Platz 3 | Spiel um Platz 3   | Spiel um Platz 3 |
|  | A1            | Vereinigte Staaten | 32            |  |  |            |                    |            |  |  | A2               | Panama             | 40               |
|  | B4            | Brasilien          | 7             |  |  |            |                    |            |  |  | A3               | Österreich         | 19               |